# Advanced Strategic Command
Advanced Strategic Command (engl. „Moderne Strategische Kriegsführung“) oder kurz ASC ist ein freies rundenbasiertes Computer-Strategiespiel, das unter der GNU General Public License veröffentlicht worden ist. Es basiert auf dem traditionellen Design der Battle-Isle-Serie von Blue Byte und wird auf Feldern im Sechseckraster gespielt.
Das Spiel kann sowohl im Einzelspieler- als auch Mehrspielermodus über LAN, Hot-Seat-Modus oder Internet gespielt werden. Advanced Strategic Command ist in Deutsch und Englisch verfügbar.

## Das Hauptspiel
Das Spiel ist vollkommen deterministisch. Jeder Zug kann bis ins letzte Detail geplant und ohne Zufallsaktionen jederzeit mit gleichem Ergebnis wiederholt werden. Die strategische Tiefe erhält ASC durch die Fülle an Entscheidungsmöglichkeiten, die dem Spieler geboten werden. Und jede Entscheidung kann auf den Ausgang der Schlacht Auswirkungen haben. Ob es sich dabei um eine kleine Duellkarte handelt, oder einen Zug in einer langen Kampagne - jede Entscheidung zählt.
Die Spieler spielen dabei einer nach dem anderen. Jeder erledigt seine Züge und übergibt das Spiel dem nachfolgenden Spieler. Dieser kann sich nun die Aktionen seines Gegners im Replay ansehen und anschließend seinen eigenen Zug machen. Es können bis zu acht Spielern auf einer Karte gegeneinander spielen.

## Kampf & Diplomatie
Der Kampf wird mit modernem militärischem Equipment ausgefochten. Dem Spieler stehen also neben Bodentruppen auch Panzer, Aufklärungs- und Störeinheiten, sowie See- und Luftstreitkräfte zur Verfügung. Nicht unterschätzen sollte man die Möglichkeiten mit U-Booten feindlichen Kampfflotten schwere Verluste zuzufügen. Und, falls sie sich fragen, wieso ihr Gegner Einheiten in ihrem Hinterland mit Langstreckenwaffen angreifen kann, dann mag dies an den Aufklärungssatelliten liegen, die unsichtbar über ihrem Kommandobunker kreisen.
Doch nicht nur der Kampf Einheit gegen Einheit steht dem Spieler als Möglichkeit zur Verfügung. Diplomatisches Geschick ist auf größeren Karten nicht zu vernachlässigen. Es können Allianzen eingegangen oder gebrochen, und sogar Ressourcen und Einheiten untereinander ausgetauscht werden.

## Einheitensets & Karten

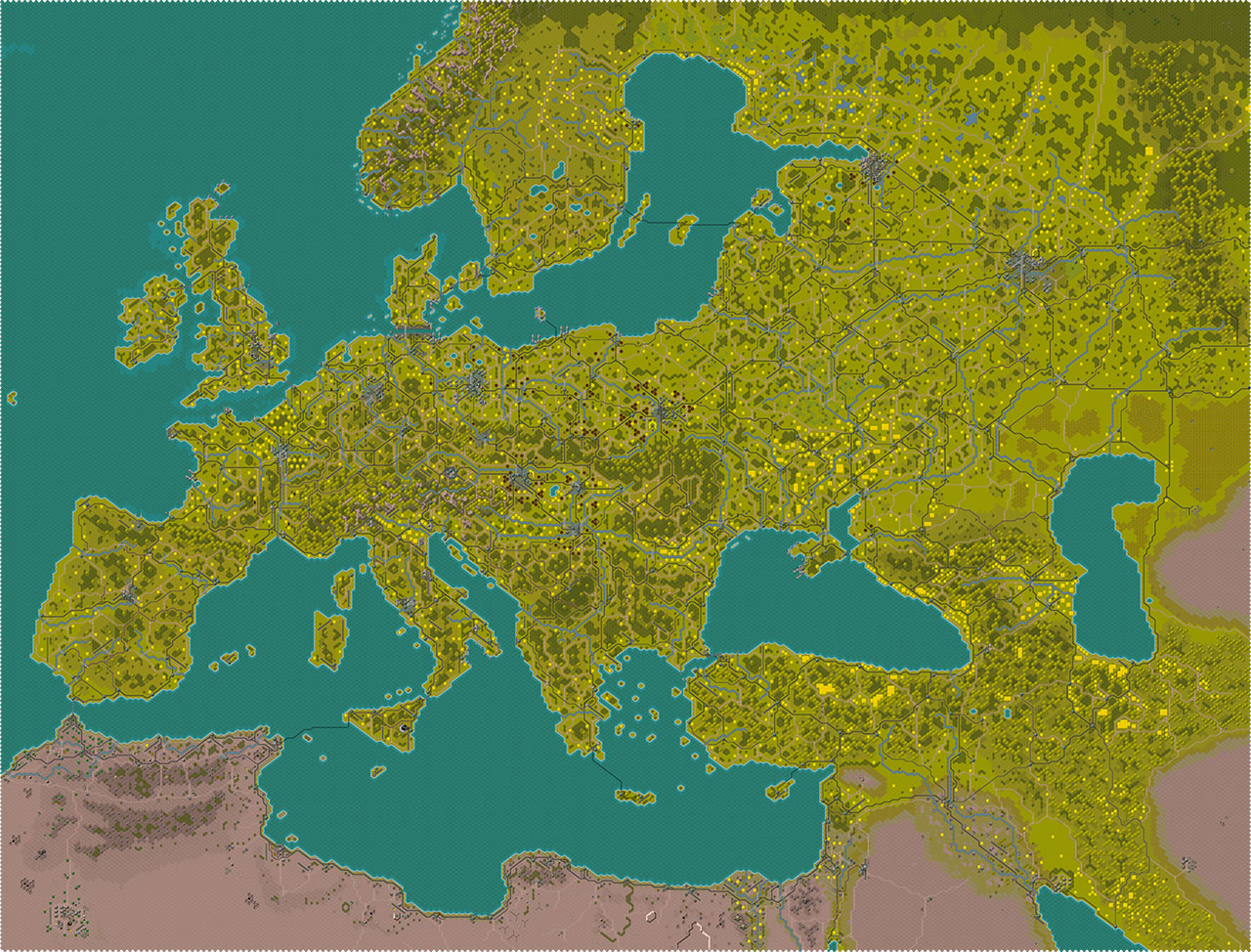
Eine Multiplayer-Karte für sieben Spieler Europa nach dem Ersten Weltkrieg.

Das Hauptspiel besitzt zurzeit ein einzelnes Set mit etwa 100 Einheiten: Das Set MK1 Rehaner. Im Projekt Battle Planet werden im Moment sechs weitere Sets benutzt: MK3 Terraner, MK4 Cromoner, MK5 Outlaw, MK6 Teccnols, Malaner und SY. Dazu gibt es weitere Einheiten für das interstellare Reisesystem zwischen den einzelnen PBP-Planeten.
Die Einheitensets besitzen individualisierte Gebäude und sind in ihrer Ausrichtung der Philosophie des jeweiligen Sets angepasst. Während z. B. die Rehaner sehr defensiv orientiert und die Cromoner an Battle Isle Einheiten angelehnt sind, sind die SY sehr mobil.
Ein weiteres Set inklusive vollständig überarbeitetem Terrain ist in dem Projekt Rough Legion zu finden.

### Einheiten-Wiki
Aus dem Programm heraus kann ein Einheitenset-Wiki generiert werden.

### Karten
Karten und Kampagnen können mit dem mitgelieferten Editor selber erstellt werden. Es gibt zurzeit drei Kartenarchive für neue Missionskarten und Kampagnen im ASC-Archiv, von Battle Isle konvertierte Karten und im Projekt Battle Planet.

### Kampagnen
Die Kampagnen sind aufeinanderfolgende Missionskarten gegen den Computer, ähnlich der Kampagnen, die es bereits in Battle Isle gab. Neben den in ASC mitgelieferten Kampagnen (Hauptkampagne, Kamor-, NOS- und Trainings-Kampagne) gibt es eine weitere von Michael Ginter, sowie die Kampagne der Rough Legion.

## Spielmechaniken
Obwohl das Spiel vollkommen deterministisch ist, sind die Ausgänge der Kämpfe aufgrund ihrer Komplexität vom menschlichen Spieler nur begrenzt vorauszuberechnen. Hierzu tragen die vielen verschiedenen Spielemechaniken bei, welche das Spiel sehr komplex gestalten können.

### Wetter und Bodenbeschaffenheiten
Jedes Hexfeld hat einen bestimmten Grundtyp (z. B. Sand, Gras, Fluss, Ozean), welcher mit bestimmten Eigenschaften verbunden ist (z. B. Kettenfahrzeuge kommen im Sand schneller voran als Radfahrzeuge oder U-Boote können im Ozean tauchen, im Fluss nicht). Eigenschaften ändern sich je nach "Wetter". Gras kann zu Morast/Schlamm werden, welches unter anderem die Fortbewegung und die Sicht behindern kann. Schwerer Schneefall und Eis sorgen z. B. für zugefrorenes Wasser (es werden Eisbrecher benötigt) und für schweres Fortkommen an Land. Regen verringert die Effektivität von Flugzeugen, Wind ändert die Geschwindigkeit von Flugzeugen und kann im schlimmsten Fall kleine Schiffe zum Kentern bringen.

### Höhenstufen
ASC verfügt über mehrere Höhenstufen. Jede Einheit, die sich auf einem Hexfeld befindet, ist einer dieser Höhenstufen zugeordnet. Die Höhenstufen sind:
- Orbit
- hoher Flug
- mittlerer Flug
- Tiefflug
- Boden
- Wasseroberfläche
- einfach getaucht
- tief getaucht

Jede Einheit kann bestimmte Höhenstufen betreten. Die maximal erreichbare Geschwindigkeit ist für jede Einheit je Höhenstufe individuell festgelegt.

### Sicht und Radarstörung
ASC arbeitet mit der Funktion Nebel des Krieges. Dies bedeutet, dass einmal aufgeklärte Hexfelder nur so lange komplett sichtbar sind, wie eine Einheit sie tatsächlich sehen kann. Unerforschte Hexfelder sind grau. Einmal erforschte Hexfelder, die derzeit nicht einsehbar sind, haben einen Grauschleier, die Art des Untergrunds und Gebäude sind jedoch sichtbar. Einheiten und Objekte (wie z. B. Schienen) sind durch den Grauschleier nicht sichtbar. Nur bei aktuell einsehbaren Feldern werden neben dem Untergrund auch Einheiten und Objekte angezeigt.
Die Sichtberechnung ist innerhalb von ASC sehr komplex, da es viele Einflussfaktoren gibt. Wie oben bereits beschrieben beeinflusst z. B. das Wetter die Sicht. Auch das Terrain (Objekte) wie Wald, Schützengräben, Gebirge usw. verringern die Sicht. Je weiter oben sich eine Einheit befindet (Höhenstufen), desto weniger wird sie vom Terrain behindert. Das bedeutet konkret, dass die Sicht eines hochfliegenden Flugzeugs weit weniger durch Terrain beeinflusst wird als die Sicht einer am Boden befindlichen Einheit. Die Sichtbeeinflussung durch das Hexfeld an sich und darauf befindliche Objekte wird „Terrain Jamming“ genannt.
Alle getauchten und im Orbit befindlichen Einheiten sind per se unsichtbar. Sie können nur durch Einheiten gesehen werden, die über Sonar respektive Satelliten-Aufklärung verfügen.
Als weitere Komplikationen gibt es noch Stealth und Einheiten-Jamming. Einheiten mit Stealth-Funktion sind schwerer aufzuklären, behindern also die Sicht auf dem Hexfeld, auf dem sie sich befinden. Jamming behindert dagegen auch die Aufklärung auf benachbarten Hexfeldern.
Grundsätzlich lässt sich das Thema Sicht so zusammenfassen: Ein Hexfeld wird vollständig aufgeklärt, wenn der Spieler mehr Sicht hat als Einheiten- und Terrainjamming zusammenaddiert auf dem Feld vorhanden sind.

### Objekte & Hindernisse
Auf jedem Hexfeld können sich neben Einheiten (maximal eine pro Hexfeld) diverse Objekte befinden. Diese Objekte sind entweder durch bestimmte Einheiten baubar oder bereits im Editor dort fest installiert worden. Baubare Objekte sind z. B. Panzersperren, Schützengräben, Sockel für Gefechtstürme, Wald, Schienen, Minen etc.
Objekte verändern die Bewegungsfähigkeit und -reichweite (z. B. können Fahrzeuge Panzersperren nicht durchfahren) und geben Angriffs- und Verteidigungsboni (z. B. Sockel, Schützengräben). Objekte können abgerissen oder durch Waffengewalt zerstört werden.

### Kampfmodi
Einheiten haben die Möglichkeit in verschiedenen Kampfmodi genutzt zu werden. Dies hat Auswirkungen auf ihre taktischen Fähigkeiten und Möglichkeiten. Der Standardmodus ist dieser, dass sich eine Einheit bewegen kann und dann feuert. Dabei verliert sie die Möglichkeit, sich nach dem Schuss weiter zu bewegen, egal ob sie vorher ihre maximale Bewegungsreichweite genutzt hat, oder nicht. Andere Einheiten funktionieren genau andersherum. Sie verlieren in dem Moment, wo sie sich bewegen, die Möglichkeit in dieser Runde zu feuern. Artillerie funktioniert z. B. teilweise so. Aber, wenn sie zuerst feuern, haben sie die Möglichkeit, sich danach weiterhin frei bewegen zu können, was bei Artillerie praktisch sein kann, wenn man gerade auf dem Rückzug ist, um sich den Gegner vom Leib zu halten.

#### Bewegung – Schuss – Bewegung (MAM)
Ein besonderer Angriffsmodus ist der sogenannte MAM-Modus. Hierbei verliert eine Einheit ihre Restbewegung nicht, nachdem sie geschossen hat. Häufig ist diese Funktion bei Kampfunterstützungseinheiten, wie z. B. Buggys oder Flugzeugen zu finden. Letztere überfliegen die feindlichen Stellungen, werfen ihre Bombenlast ab, und fliegen im gleichen Zug wieder zurück zu den eigenen Linien (sofern die Bewegungsreichweite ausreichend ist).

#### Reactionfire (RF)
Bestimmte Einheiten können so eingestellt werden, dass sie während des Zuges des Gegners automatisch auf jede Einheit feuern, die in ihren Sicht- und Waffenbereich kommt. Dieser Modus nennt sich in ASC Reactionfire. Eine Einheit kann in diesem Modus durchaus mehrfach pro gegnerischer Runde feuern. Dies ist bei feindlicher Artillerie z. B. sehr unangenehm und erschwert das Erstürmen feindlicher Artilleriestellungen. Luftverteidigung gegen Flieger basiert sehr stark auf diesem Kampfmodus und ermöglicht den Abschuss feindlicher Bomber, wenn diese eigene Stellungen überfliegen.
Wird eine Einheit in den RF-Modus gestellt, verliert sie vollständig ihre Fähigkeit zur Bewegung. Flakstellungen in diesem Modus müssen also besonders geschützt oder strategisch so gut positioniert sein, dass der Gegner sie nicht erreichen kann, denn eine Flucht ist ihnen erst in der Folgerunde nach Verlassen des RF-Modus möglich.

#### Bewegung unter Reactionfire (MdRF)
Dieser Sondermodus ist bei nur wenigen Einheiten zu finden, da sie dadurch sehr kampfstark werden können. Er ermöglicht ihnen die freie Bewegungsreichweite auch wenn sie sich im RF-Modus befinden.

#### Blocken & Klemmen
Einheiten können sich nicht nur durch Reactionfire vor feindlichen Einheiten gegenseitig schützen, sondern bieten sich zusätzlichen Schutz, wenn zwei befreundete Einheiten nebeneinander stehen und eine von ihnen im direkten Nahkampf angegriffen wird. Dies geschieht dadurch, dass sie sich gegenseitig ihren Defensivbonus erhöhen. So kann ein Gegner im Nahkampf weniger Schaden verursachen.
Dem Angreifer bietet sich eine ähnliche Funktion durch Kreuzfeuer (Klemmen). Umstellt man eine feindliche Einheit von zwei oder mehr Seiten, bekommt jeder Angriff einen entsprechenden Bonus auf seinen Angriffswert. Das Durchbrechen einer feindlichen Linie und platzieren schneller Kampfverbände hinter die direkte gegnerische Frontlinie kann so sehr schnell zu großen Geländegewinnen führen, da über das Klemmen eine große Steigerung der Angriffskraft möglich ist.

#### Nah- und Fernkampf
Im Nahkampf schießen sowohl Angreifer als auch Verteidiger immer aufeinander (sofern Munition und die technischen Möglichkeiten gegeben sind). Im Fernkampf schießt immer nur die angreifende Einheit. Ein Rückschluss über mehr als ein Feld Entfernung ist nicht direkt möglich. Dies geschieht vorher durch den Reactionfiremodus.

### Spielkomfort, Undo & Ereignisliste
Viele Spiele sind darauf ausgelegt, dass einmal vom Spieler getroffene Entscheidungen permanent sind und nicht zurückgenommen werden können. Bei rundenbasierten Spielen funktioniert dieses Konzept nur bedingt, da der Spieler seinen Zug einfach noch einmal starten und probieren kann, ob ein besseres Resultat erreichbar wäre. Um es dem Spieler hier so einfach und komfortabel wie möglich zu machen, d. h. nicht immer wieder bei null anfangen zu müssen, besitzt ASC ein Aufzeichnungssystem für jedes einzelne Ereignis. Solange der Spieler seine Runde also nicht beendet hat, kann er alle seine Züge über eine Undo-Funktion rückgängig machen. Es ist sogar möglich, selektiv einzelne Züge aus der Ereignisliste zu entfernen, sofern dies keine Folgeaktionen in der Ereignisliste unterbindet. So bietet sich dem Spieler die Möglichkeit nicht noch einmal alles, was er sich erspielt hat durchgehen zu müssen, wenn er nur einen einzigen Zug verändern will. Erst, wenn er seine Runde beendet und abschickt sind alle seine Züge permanent und unumkehrbar.

### Ressourcen
Dem Spieler stehen drei Ressourcen zur Verfügung: Energie, Material und Treibstoff. Diese werden für die Produktion und Instandsetzung von Einheiten sowie Aufbau von Infrastruktur und Gebäuden benötigt. Ressourcen erhält man über Gebäude; entweder im Battle-Isle- oder ASC-Ressourcenmodus.

#### Battle-Isle Ressourcenmodus
Hier legt der Ersteller der Karte für jedes Gebäude fest, wie viele Ressourcen es pro Runde produziert. Genau so, wie wir es von der Battle-Isle Serie kennen.

#### ASC Ressourcenmodus
Hier ernten oder fördern Gebäude die Ressourcen. Energie wird durch Wind- und Solaranlagen gewonnen, Material und Treibstoff müssen durch Fördergebäude dem Boden entnommen, oder aus nachwachsenden Ressourcen abgebaut werden. Das Vorkommen von Material und Treibstoff kann durch Einheiten mit Ressourcenaufspürfunktion erkundet werden. Die Effizienz der Gebäude hängt vom Wetter (Sonne, Regen, Schnee, Wind) bzw. der im Boden vorkommenden Rohstoffmenge ab.
Im Projekt Battle Planet können weitere Gebäude errichtet werden, die Forschungspunkte liefern. Über diese Punkte können neue Technologien erforscht werden, wodurch neue Bauoptionen erlangt werden können.

### Gebäude
Je nach Karte sind Gebäude entweder fix oder können durch Spieler gebaut werden. Gebäude „kosten“ Material und ein wenig Treibstoff. Auf den meisten Karten gibt es Gebäude, die Kartenbestandteil sind, z. B. Städte.

## Entwicklungsgeschichte
Begeistert von der Spieleserie Battle Isle, aber enttäuscht von den eingeschränkten Möglichkeiten, den diese Serie zum Modding dem Spieler bot, begann Martin Bickel ein eigenes Hexfeldstrategiespiel zu programmieren. Als das Projekt der Battle-Isle-Community bekannt wurde, stiegen einige Spieler mit in die Entwicklung ein. Zunächst wurde das System auf ein echtes Hexfeldsystem umgestellt und eine Schnittstelle zwischen Battle Isle und ASC erstellt, so dass Einheiten und Karten übernommen werden konnten. Von dort aus wurde das Spiel ständig durch neue Ideen erweitert. Gerade das parallel gestartete Projekt Battle Planet führte zu vielen großen Entwicklungsschritten, da hier eine strukturierte Entwicklung ermöglicht wurde.
In seiner heutigen Form ist ASC etwa seit 2013 in seiner Entwicklung abgeschlossen. Lediglich der Unterschied im Erfahrungssystem zwischen Angriffs- und Verteidigungserfahrung der Version 2.7.127.4, die im Projekt Battle Planet genutzt wird, ist noch nicht ins offizielle Release (Version 2.6.0.0) eingeflossen; auf den Quelltext beider Zweige kann aber frei zugegriffen werden.

## Möglichkeiten der Modifikation

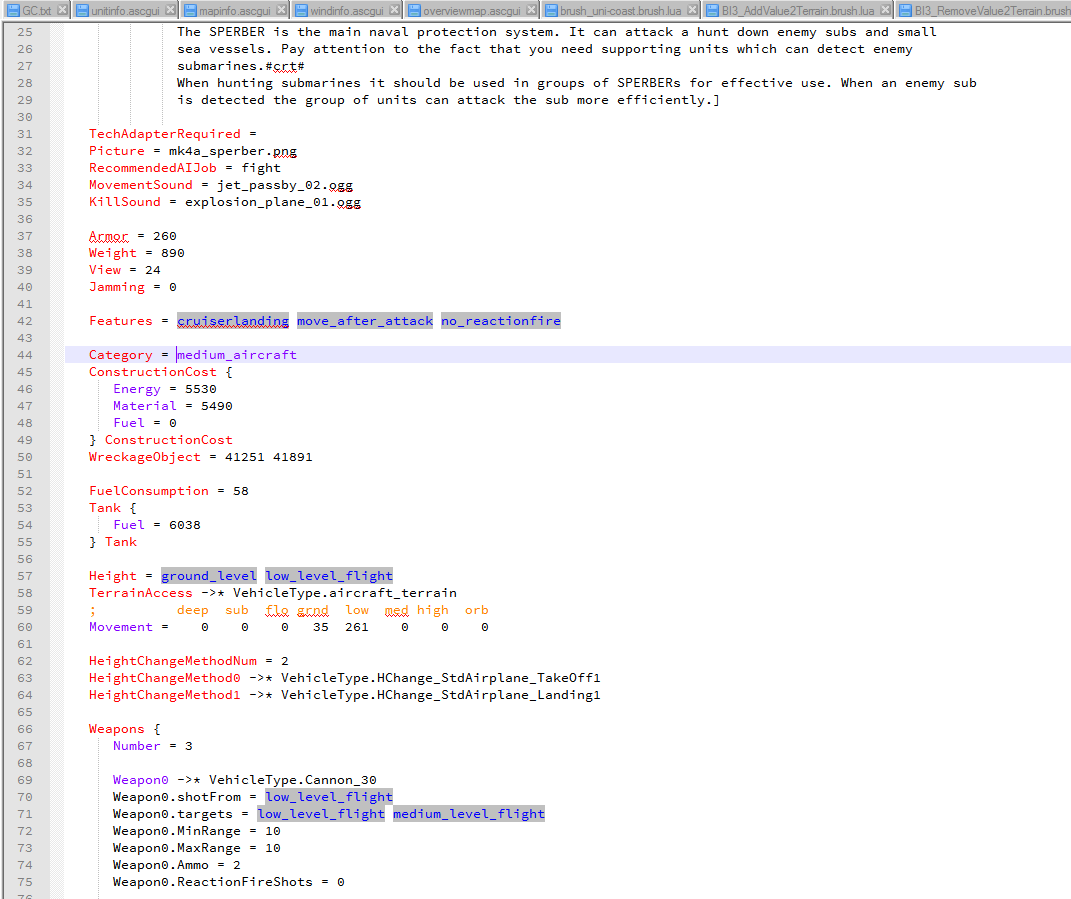
Screenshot einer Einheitenbeschreibungsdatei

ASC generiert seine Programmdaten für Bodentypen, Gebäude, Objekte, Einheiten und Forschung aus Textdateien. Diese können frei modifiziert und somit unendlich erweitert werden. Im Projekt Battle Planet gibt es zurzeit bereits über 500 verschiedene Einheiten. Um aber sicherzustellen, dass jeder Spieler einer Partie mit den gleichen unmodifizierten Einheiten spielt gibt es ein internes Versions- und Kontrollsystem, so dass Unterschiede zwischen zwei Rechnern in der gleichen Einheit sofort auffallen und dem Spieler gemeldet werden. Mogeln ist also nicht möglich.
Zurzeit gibt es zwei vollständige Erweiterungssets zu ASC: Project Battle Planet und Rough Legion.

### Project Battle Planet

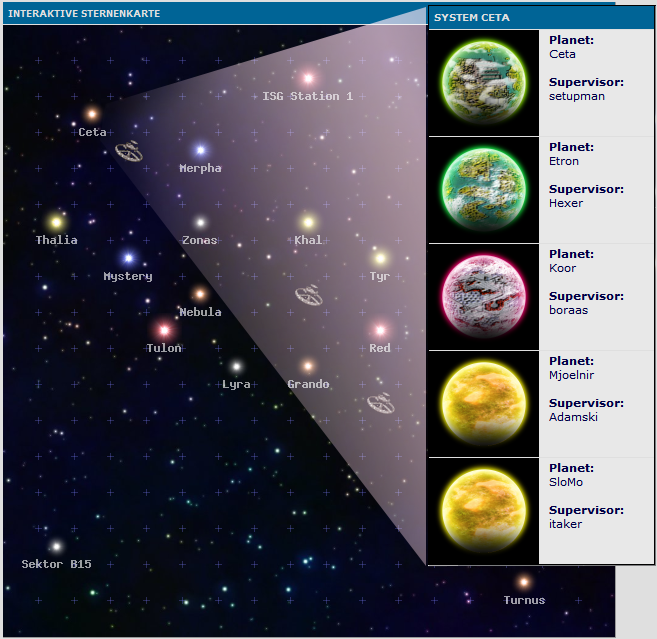
PBP Sternenkarte mit offenem Planetensystem CETA

Das Projekt Battle Planet ist ein rundenbasiertes ständig fortlaufendes PBEM Strategiespiel. PBP ist nicht für den kurzfristigen Zeitvertreib angelegt, sondern verlangt nach einer langfristig angelegten strategischen Planung. Neben dem direkten Kampf um Territorien und Gebäude/Städte kommt es hier auch auf Diplomatie, eine funktionierende Wirtschaft und eine enge Zusammenarbeit mit den Bündnispartnern an. Derzeit spielen über 70 Spieler auf etwas über 50 verschiedenen Planeten mehr oder weniger mit bzw. gegeneinander. Jeder ist für den Ausbau seiner Kolonie und die Produktion seiner Truppen/Armeen selbst verantwortlich.
Als Bonbon gibt es eine „personal Unit“ (PUnit). Diese kann vom jeweiligen Spieler selbst kreiert werden und wird auch nur von ihm gespielt.
Die Story und die Verwaltung werden online auf der Homepage erledigt. Gespielt wird nur offline und der Spielstand per E-Mail versendet. Jeder Mitspieler hat die freie Entscheidung auf welcher Karte, bzw. auf welchen Karten er gleichzeitig spielen möchte. Somit ist er für den Auf- und Ausbau der Infrastruktur selbst verantwortlich. Der Spielverlauf bisher zeigte eine teilweise hohe emotionale Bindung der Spieler an ihr Territorium und den eigenen Einheiten. Allianzen können dabei jederzeit gebildet oder aufgelöst werden. Es ist „ingame“ so gut wie alles erlaubt, die Heimatbasis eines jeden Spielers ist durch eine Schutzzone gesichert. Dadurch ist ein komplettes Auslöschen eines Spielers nicht möglich.

### Rough Legion
Bei Rough-Legion geht es um die Geschichte der Rough Legion. Die Rough Legion ist eine Spezialeinheit der Republic Forces und wird in der ersten Mission von der Corporation überfallen. Die Kampagne führt den Spieler also durch den ungewollten Krieg, den die Corporation der Rough Legion aufgezwungen hat.
Es handelt sich um ein Karten- und Setsystem, was in kompletter Eigenregie entstanden ist. Leider gibt es bisher nur wenige Missionskarten.

## Rezeption
Das Spiel wirke nicht komplett fertiggestellt, sei jedoch dennoch spielbar und sorge für Spielspaß. Insbesondere die Zoom-Funktion sei bemerkenswert. Das Spiel benötige eine gewisse Einarbeitungszeit. Das Tutorial sei jedoch gut gemacht. Es böte anspruchsvolle und abwechslungsreiche rundenbasierte Schlachten.